# Мёллер, Франк
Франк Мёллер (нем. Frank Möller; род. 8 сентября 1970, Веймар, ГДР) — немецкий дзюдоист, чемпион и призёр чемпионатов ГДР, Германии и Европы, призёр чемпионатов мира и Олимпийских игр, участник двух Олимпиад.

## Карьера
Выступал в тяжёлой (свыше 95-100 кг) и абсолютной весовых категориях. В 1989—2003 годах десять раз был чемпионом ГДР и Германии, один раз серебряным и пять раз бронзовым призёром внутренних чемпионатов. В 1992 году стал чемпионом Европы, дважды (1989 и 1995 годах) становился серебряным призёром, ещё пять раз — бронзовым. В 1995 году стал серебряным призёром чемпионата мира, а в 1993 и 2001 годах — бронзовым.
На летних Олимпийских играх 1996 года в Атланте стал бронзовым призёром Олимпиады. На следующей Олимпиаде в Сиднее стал 13-м.